# Азавак
Азавак — африканская борзая афро-азиатского типа, появилась в Европе около 1970 г. из стран среднего течения реки Нигер, а также долины Азавак (вади Азавак). В течение столетий азавак был компаньоном кочевников южной Сахары. Для людей Сахеля и Южной Сахары азавак выполняет три отдельные, но неразделимо взаимосвязанные функции: охранник, охотник, и знак статуса. Анатомия азавака обусловлена эстетическими критериями культур Сахеля и суровыми условиями, в которых азавак был изолирован на протяжении тысячелетий. Предположительно, возраст породы может составлять до пятнадцати тысяч лет.
Морфологически азавак великолепно приспособлен к сильной жаре пустыни. Мускулатура азавака сухая, плоская, мышцы косо прикреплены к костям для создания максимально охлаждающей поверхности. Кожа азавака тонкая, большое количество сосудов кожи придают ей функцию теплообменника, охлаждающего кровь. Шерсть азавака короткая, тело без лишней жировой ткани. Общая морфология, «экономия движений» и способность эффективно излучать накопленное тепло обеспечивают азаваку скорость и великолепную выносливость. Азавак способен снова и снова гнать зайца в сильную жару.
Порода была официально зарегистрирована Международной кинологической федерацией (FCI) в 1980 году, а Американским клубом собаководства (АКС) — в 1993 году. Другими федерациями на данный момент не признана.
Другие названия породы — борзая туарегов, туарегская борзая, борзая голубых берберов, туарегский слюги, южносахарская гончая.

## Внешний вид
Благодаря своей скелетной системе, которая отличается прямыми архитектурными линиями и очень открытыми углами сочленений, азавак создает общее впечатление сухости, но гармоничности. Азавак кажется высоким из-за длинных конечностей и относительно короткой спины; однако, это среднего размера борзая.
Голова в меру длинная и довольно узкая, череп в меру широкий. Уши висячие и плоские, довольно широкие у основания и очень подвижные. Глаза широко посажены для оптимизации бинокулярного (стереоскопического) зрения. Глаза косо поставлены (наружные углы выше внутренних), большие, миндалевидной формы, веки пигментированы, цвет глаз варьируется от темно-коричневого до янтарного. Зубы сильные и крупные, прикус ножницеобразный. Нос пигментирован. Шея прямая, гибкая с высоким выходом. Умеренная длина шеи усиливает общее впечатление длинноногой собаки с короткой спиной. Линия верха спускается от верхнего переднего края подвздошной кости (маклока) к холке, и создает впечатление, что маклоки выше холки. На самом деле холка и маклоки на одном уровне. Поясница короткая, сухая и прямая. Хвост тонкий, сужающийся к кончику, посажен низко, длиной до скакательного сустава, покрыт такой же шерстью, как и туловище. Хвост может быть с петлёй на конце, серповидный хвост предпочтительнее.
Кости передних конечностей вытянутые и вертикальные, плотные и точеные, без намёка на слабость. Холка выражена, ребра длинные и плоские. Заметное расстояние от края локтя до основания груди обусловлено очень открытым углом между лопаткой и плечевой костью (углом плеча) и высоким положением основания груди. Грудинная кость короткая и изогнутая, живот резко подобран, что создает четкую килевидную линию низа. Сочетание этих особенностей усиливает общее впечатление элегантности и статности. Маклоки выступающие, круп круто покатый, большой угол крупа отражает большой угол лопатки. Угол коленного сочленения задних конечностей открытый, коленные суставы расположены высоко, скакательные суставы расположены близко к земле. Вертикальное выпрямление тазобедренного сочленения и лап азавака в стойке — что создает впечатление саблистости — исконная характеристика животных, хорошо приспособленных к экономии движений в условиях пустыни. Лапы стремятся к округлой форме («кошачьей»), сильные, среднего размера, с четкими и высокими суставами пальцев.
Движения упругие, грациозные и эффективные, для движений азавака характерны особенности движений диких животных, как следствие примитивного происхождения породы. Свобода в плечах и тазобедренных суставах обусловливает свободное поступательное движение. При рыси лапы едва поднимаются над поверхностью без какого-либо лишнего поднимания конечностей; задние лапы ставятся точно под центром спины, обеспечивая тем самым быструю, гармоничную и сбалансированную поступь. Вертикальный формат способствует прямому галопу в два темпа.
Шерсть короткая и тонкая, может отсутствовать на животе. Допустимы любые сочетания окрасов и белых отметин, в том числе и отсутствие последних.
Высота в холке кобелей — 64—74 см, сук — 60—70 см, допускаются отклонения в пределах 2 см в обе стороны. Вес кобелей — 20—25 кг, сук — 15—20 кг.

## Темперамент и поведение
Азавак — типичная собака «одного хозяина», у азавака крайне развито чувство территории. Подозрительный и неконтактный, даже после тысячелетней истории одомашнивания, азавак все ещё демонстрирует поведение дикого животного. Очень независимый и эмоционально сдержанный, азавак может быть довольно нежным и ласковым с теми к кому расположен. В культуре Сахеля азавак высоко ценится за «djikku» — силу характера — которая считается признаком благородства. Чрезмерная общительность нетипична.
Азавак с трудом находит общий язык с другими домашними животными, кроме тех, с которыми щенок вырос рядом. При этом даже для них, если это кошки и другие мелкие питомцы, взрослый азавак может быть не безопасен.
Обладает не игривым характером и не очень подходит семьям с маленькими детьми.

## Содержание и уход
Требуются регулярные физические нагрузки. Трудно содержать в городской квартире. Необходимы открытые пространства для движения. Нуждается в еженедельной чистке щёткой.
В силу особенностей характера азаваки требуют обязательной ранней социализации. К обучению и первичной дрессировке щенки этой породы способны с двух месяцев.
Важно учитывать, что у собак этой породы крайне высокий болевой порог, поэтому животные могут не замечать ряд повреждений, в том числе и тех, которые могут быть не безопасны, особенно для щенков и молодых собак.
Азаваки очень плохо переносят холод и высокую влажность, поэтому при содержании в северных регионах прогулки в осенне-зимний период следует осуществлять исключительно в специальной собачьей одежде. А вот в жаркую летнюю погоду, напротив, азавак будет чувствовать себя вполне комфортно, в отличие от большинства пород.
В жилом помещении необходимо организовать выделенное спальное место для собаки, где будет обязательно находиться теплая подстилка. Само спальное место лучше организовать около батареи или самой тёплой стены в доме.